# Cúp bóng đá Andorra
Cúp bóng đá Andorra hay Copa Constitució là giải đấu cúp bóng đá quốc gia ở Andorra tổ chức bởi Liên đoàn bóng đá Andorra. Giải đấu thường niên này bắt đầu từ năm 1990. Kể từ mùa giải 1994–95, giải được liên kết với FIFA và UEFA.

## Đội vô địch
| Mùa giải | Vô địch                 | Tỉ số         | Á quân          |
| -------- | ----------------------- | ------------- | --------------- |
| 1991     | FC Santa Coloma‡        |               |                 |
| 1992     | Không tổ chức           | Không tổ chức | Không tổ chức   |
| 1993     | Không tổ chức           | Không tổ chức | Không tổ chức   |
| 1994     | CE Principat‡           |               |                 |
| 1995     | CE Principat            |               |                 |
| 1996     | CE Principat            | 2–0           | FC Santa Coloma |
| 1997     | CE Principat            | 7–0           | UE Sant Julià   |
| 1998     | CE Principat            | 4–3           | FC Santa Coloma |
| 1999     | CE Principat            | 3–1           | FC Santa Coloma |
| 2000     | Constel·lació Esportiva | 6–0           | FC Encamp       |
| 2001     | FC Santa Coloma         | 2–0           | UE Sant Julià   |
| 2002     | FC Lusitanos            | 2–0           | Inter Escaldes  |
| 2003     | FC Santa Coloma         | 5–3           | UE Sant Julià   |
| 2004     | FC Santa Coloma         | 1–0           | UE Sant Julià   |
| 2005     | FC Santa Coloma         | 2–1           | UE Sant Julià   |
| 2006     | FC Santa Coloma         | 1–1 (5–3p)    | FC Rànger's     |
| 2007     | FC Santa Coloma         | 2–2 (4–2p)    | UE Sant Julià   |
| 2008     | UE Sant Julià           | 6–1           | FC Lusitanos    |
| 2009     | FC Santa Coloma         | 6–1           | FC Lusitanos    |
| 2010     | UE Sant Julià           | 1–0           | UE Santa Coloma |
| 2011     | UE Sant Julià           | 3–1           | UE Santa Coloma |
| 2012     | FC Santa Coloma         | 1–0           | FC Lusitanos    |
| 2013     | UE Santa Coloma         | 3–2           | UE Sant Julià   |
| 2014     | UE Sant Julià           | 1–0           | FC Lusitanos    |
| 2015     | UE Sant Julià           | 1–1 (5-4p)    | FC Santa Coloma |
| 2016     | UE Santa Coloma         | 3–0           | UE Engordany    |
| 2017     | UE Santa Coloma         | 1–0           | FC Santa Coloma |
| 2018     | FC Santa Coloma         | 2–1           | UE Sant Julià   |

‡ Danh hiệu không chính thức.

### Thành tích theo câu lạc bộ
| Câu lạc bộ              | Số lần vô địch | Số lần á quân | Năm vô địch                                         | Năm á quân                                    |
| ----------------------- | -------------- | ------------- | --------------------------------------------------- | --------------------------------------------- |
| FC Santa Coloma         | 10             | 5             | 2001, 2003, 2004, 2005, 2006, 2007, 2009, 2012,2018 | 1996, 1998, 1999, 2015,2017                   |
| UE Sant Julià           | 5              | 8             | 2008, 2010, 2011, 2014, 2015                        | 1997, 2001, 2003, 2004, 2005, 2007, 2013,2018 |
| CE Principat            | 5              | 0             | 1995, 1996, 1997, 1998, 1999                        | –                                             |
| UE Santa Coloma         | 3              | 2             | 2013, 2016,2017                                     | 2010, 2011                                    |
| FC Lusitanos            | 1              | 4             | 2002                                                | 2008, 2009, 2012, 2014                        |
| Constel·lació Esportiva | 1              | 0             | 2000                                                | –                                             |
| FC Encamp               | 0              | 1             | –                                                   | 2000                                          |
| Inter Escaldes          | 0              | 1             | –                                                   | 2002                                          |
| FC Rànger's             | 0              | 1             | –                                                   | 2006                                          |
| UE Engordany            | 0              | 1             | –                                                   | 2016                                          |